# Котлубань (хутор)
Котлубань — исчезнувший хутор в Городищенском районе Волгоградской области России.
Хутор располагался при балке Котлубань в 4,5 км к западу от хутора Самофаловка.

## История
Предположительно основан в начале XIX века. Согласно Списку населённых мест Земли Войска Донского в 1859 году посёлок Котлубанский относился ко Второму Донскому округу. В посёлке имелось 60 дворов, проживало 244 души мужского и 232 женского пола.
К 1915 году посёлок получил статус слободы. Согласно алфавитному списку населенных мест Области войска Донского 1915 года в слободе Котлобань проживало 298 души мужского и 272 женского пола, имелись волостное и сельское правления, церковь, школа.
В 1921 году в составе Второго Донского округа включён в состав Царицынской губернии. Не позднее 1935 года хутор Котлубань включен в образованный в 1930 году совхоз № 75 «Котлубань» как 1-е отделение. В 1942 году в районе хутора проходили ожесточённые бои.
Дата упразднения не установлена. По состоянию на 1953 год хутор Котлубань входил в состав Самофаловского сельсовета.

## Население
Динамика численности населения по годам:
| 1859 | 1873 | 1897 | 1915 |
| ---- | ---- | ---- | ---- |
| 466  | 451  | 489  | 570  |